# 1995 en hockey sur glace
Cette page présente les éléments de hockey sur glace de l'année 1995, que ce soit d'un point de vue rencontres internationales ou championnats nationaux. Les grandes dates des différentes compétitions sont données ainsi que les décès de personnalités du hockey mondial.

## Amérique du Nord

### Ligue nationale de hockey
- Le 17 avril 1995, Wayne Gretzky dépasse la barre de 2 500 points alors qu'il joue avec les Kings de Los Angeles contre les Flames de Calgary[1].
- Les Nordiques jouent leur dernière saison en 1994-1995 à Québec. L'équipe déménage la saison suivante pour devenir l'Avalanche du Colorado.
- La finale de la Coupe Stanley 1995 voit les Devils du New Jersey écraser les Red Wings de Détroit sur le score sans appel de 4 matchs à 0. Le gardien de buts des Devils, Martin Brodeur n'encaisse que 7 buts dans la série finale. Le dernier match a lieu au New Jersey, Neal Broten inscrivant le but gagnant du match (5 à 2 finalement). Claude Lemieux remporte le trophée Conn-Smythe avec 13 buts marqués.

### Ligue américaine de hockey
- Le 17 janvier 1995, le match de étoile fait son retour après une absence de trente-six ans. Le match a lieu au Providence Civic Center à Providence. L'équipe du Canada bat l'équipe des États-Unis sur le score de 6 buts à 4[2].
- Les River Rats d'Albany remportent la coupe Calder 1995 4-0 contre les Canadiens de Fredericton.

### East Coast Hockey League
- Les Renegades de Richmond remportent la coupe Riley 1995.

## Europe

### Compétitions internationales
- Le Rouen hockey élite 76 remporte la Ligue Atlantique.
- La coupe des ligues européennes est remportée par le Hockey Club Bolzano face à Rouen.

### République tchèque
- Le club de Vsetín, d'abord sous le nom du HC Dadák Vsetín puis du HC Petra Vsetín, remporte les titres de l'Extraliga en 1995 et 1996[3].
- Le HC Kometa Brno et le TZ Třinec sont qualifiés à l'issue des séries 1995 de la 1. liga pour la montée en Extraliga.
- Karlovy Vary, Přerov et Liberec sont promus en 1. liga, le HC Baník Sokolov reste en 1.liga alors que le VTJ Tábor est relégué en 2. liga et que Třebíč reste également en 2. liga.

## Autres évènements

### Fins de carrière
- 8 décembre : Pat Schafhauser[4]

### Décès
- 13 février : William Beveridge.
- 17 mai : Hector « Toe » Blake.
- 15 août : Vivan Allen.